# Pofi
Pofi là một đô thị có khoảng 4400 dân ở tỉnh Frosinone trong vùng Lazio, có vị trí cách khoảng 80 km về phía đông nam của Roma và khoảng 9 km về phía đông nam của Frosinone.
Pofi giáp các đô thị: Arnara, Castro dei Volsci, Ceccano, Ceprano, Ripi.